# This Rock We’re On: Imaginary Letters
This Rock We’re On: Imaginary Letters ist ein Jazzalbum von Mike Holober und The Gotham Jazz Orchestra. Die wohl um 2023 entstandenen Aufnahmen erschienen 2024 auf Palmetto Records.

## Hintergrund
Das Album vermischt Jazz- und Klassik-orientierte Arrangements mit gesangszentrierten Kunstliedern, dargeboten von der brasilianischen Sängerin Jamile Staevie Ayres. Zu den Instrumentalisten des Gotham Jazz Orchestra, die sich aus einer Reihe von Jazz- und klassischen Musikern zusammensetzen, gehören unter anderem der Tenorsaxophonist Jason Rigby, der Altsaxophonist Ben Kono, der Multiinstrumentalist Charles Pillow, der Trompeter/Flügelhornist Marvin Stamm, der Schlagzeuger Jared Schonig, der Gitarrist Nir Felder und die Cellistin Jody Redhage Ferber. Das Ensemble wird durch zwei Gäste verstärkt, den Saxophonisten Chris Potter und den Bassisten John Patitucci.
Mike Holober beschreibt This Rock We’re On: Imaginary Lettersals „eine Meditation über die Schönheit der Natur und das Schicksal des Planeten“ und arbeitete daran mit Unterstützung der Stuart Z. Katz, Professur für Geistes- und Kunstwissenschaften am City College of New York. Vorgestellt wurde das Album am 14. Juni 2024 in der Aaron Davis Hall im City College of New York. Das Projekt besteht aus einer Reihe detaillierter Instrumentalstücke für das gesamte Orchester, von denen jedes eine Hommage oder musikalische Ode an einen der sechs Umweltschützer ist, die Holober inspiriert haben, darunter der Fotograf Ansel Adams, der Umweltaktivist Wendell Berry, die Zoologin Rachel Carson und die Ökologin Robin Wall Kimmerer.

## Titelliste
- Mike Holober & The Gotham Jazz Orchestra: This Rock We’re On: Imaginary Letters

1. Lay of the Land 10:09
2. On This Rock (imaginary letter from Wendell Berry) 5:02
3. Dirt Lover's Almanac (for Wendell Berry) 11:07
4. Another Summer (imaginary letter from Rachel Carson to Dorothy Freeman) 2:44
5. Tides (For Rachel Carson) 11:47
6. Another Summer Epilogue (imaginary letter from Dorothy Freeman to Rachel Carson) 2:11
7. To Virginia – from Ansel Adams to Virginia Best Adams; poem by Ansel Adams (© The Ansel Adams Trust) 2:53
8. Dear Virginia (for Ansel Adams) 6:19
9. Domes (for Ansel Adams) 9:21
10. Refuge (imaginary letter from Castleton Tower to Terry Tempest Williams) 3:46
11. Tower Pulse (for Castleton Tower) 8:31
12. Erosion (for Terry Tempest Williams) 8:48
13. Three Words for Snow (imaginary letter from Sigurd Olson) 5:33
14. Boundary Waters (for Sigurd Olson) 12:08
15. Noetry (imaginary letter from a tree to Robin Wall Kimmerer) 3:43
16. Skywoman Falling (for Robin Wall Kimmerer) 9:33
17. This Rock We’re On (imaginary letter from a child) 11:23

Die Kompositionen stammen von Mike Holober.

## Besetzung
- Mike Holober – Komponist, Texter, Klavier, Fender Rhodes
- Jamile Staevie Ayres – Stimme
- Jody Redhage Ferber – Cello
- Ronan Rigby – Kinderstimme bei „This Rock We’re On“
- Trompeten/Flügelhorn:
  - Tony Kadleck
  - Liesl Whitaker
  - Marvin Stamm
  - Scott Wendholt
  - Stuart Mack („Skywoman Falling“, „Tower Pulse“)
- Posaunen:
  - Matt McDonald, Mark Patterson
  - Alan Ferber („Erosion“, „Domes“, „Boundary Waters“)
  - Jason Jackson („Tides“, „Dirt Lover’s Almanac“, „Skywoman Falling“)
  - Sara Jacovino („Lay of the Land“, „Tower Pulse“, „This Rock We’re On“)
  - Jeff Nelson – Bassposaune
- Saxophone/Holzbläser:
  - Charles Pillow – Alt, Sopran, Flöte, Altflöte, Bassflöte, Klarinette
  - Ben Kono – Alt, Sopran, Flöte, Altflöte, Klarinette (Flöte auf „Three Words for Snow“)
  - Jason Rigby – Tenor, Sopran, Flöte, Klarinette
  - Adam Kolker – Tenor, Sopran, Flöte, Klarinette
  - Chris Potter – Tenor, Klarinette („Lay of the Land“, „Tower Pulse“)
  - Virginia Mayhew – Tenor („Dear Virginia“, „Dirt Lover’s Almanac“)
  - Carl Maraghi – Bariton, Bassklarinette.
- Rhythmusgruppe:
  - Nir Felder – Gitarre
  - John Patitucci – Bass, E-Bass
  - Jared Schonig – Schlagzeug
  - James Shipp – Vibraphon, Perkussion, Synthesizer, Stimme

## Rezeption

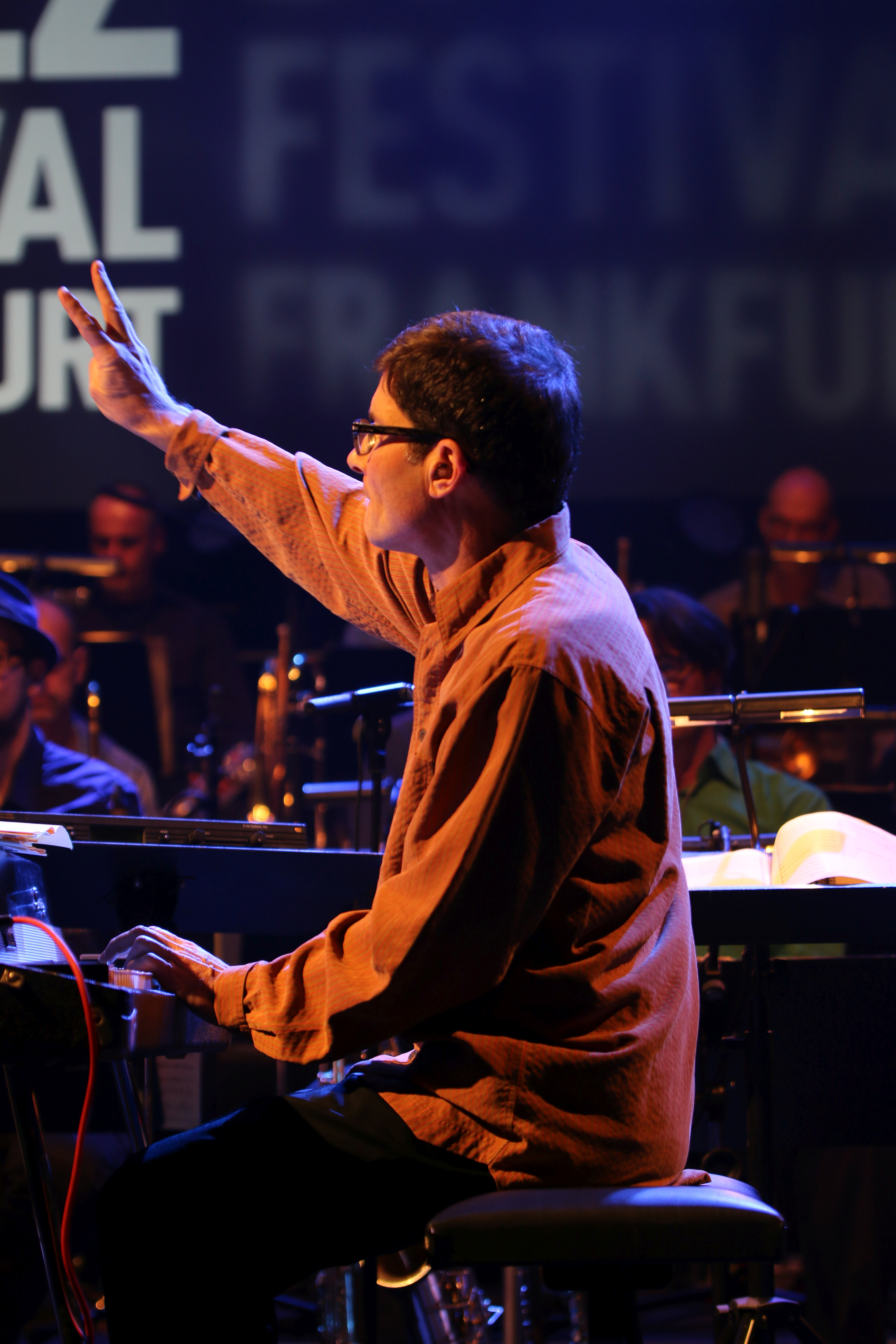
Mike Holober als Leiter der hr Bigband auf dem Deutschen Jazzfestival 2015

Mike Holobers Gotham Jazz Orchestra würde Großstadtvirtuosität und erlesene Sensibilität in ein mehrsätziges Programm mit Holobers Kompositionen einbringen, die von der freien Natur inspiriert sind und von den Erkenntnissen seiner sechs Protagonisten übersprudeln: prominente Umweltaktivisten und Künstler, die sich für den Schutz der Landschaften und gefährdeten natürlichen Ressourcen Amerikas eingesetzt haben, schrieb Ed Enright im Down Beat. Dies sei eine äußerst bewegende, lange Suite, die den Pianisten Holober – einen lebenslangen Naturliebhaber – auf dem Höhepunkt seiner Karriere wiederfinde, samt seiner tief verwurzelten Kompetenz im Komponieren und Arrangieren. Er bewertete das Album sehr gut mit vier einhalb von fünf Sternen.
Das Album sei das Produkt eines ungewöhnlichen Rezepts: „zwei Teile persönliche Ode an die Natur, ein Teil akademisch finanzierte Forschung, ein Teil Umweltaktivismus und eine Prise Meisterkurs für Jazzorchesterkomposition“, schrieb Dan Bergsagel (London Jazz News). This Rock We’re On: Imaginary Letters dürfte die aktuelle missliche Lage des Planeten nicht lösen. Es könnte jedoch sicherlich die Hörer „an die schönen Dinge im Leben erinnern, die wir derzeit genießen und die wir zu verlieren drohen, sei es in der Natur oder in der raffinierten Jazz-Orchester-Kultur – wenn wir uns nicht mehr anstrengen, unseren Planeten bald wieder in Ordnung zu bringen.“